# یاتنه
یاتنه (به سوئدی: Götene) یک منطقهٔ مسکونی در سوئد است که در بخش یاتنه واقع شده‌است. یاتنه ۴٫۵۹ کیلومتر مربع مساحت و ۴٬۹۳۳ نفر جمعیت دارد.